# 丝瓜藓
丝瓜藓（学名：Pohlia elongata）为真藓科丝瓜藓属下的一个种。其种加词“elongata”意为“长的”。